# Salmerón (Castille-La Manche)
Pour les articles homonymes, voir Salmeron.
Salmerón est une commune d'Espagne de la province de Guadalajara dans la communauté autonome de Castille-La Manche.